# 嵐山花見台工業団地
嵐山花見台工業団地（らんざんはなみだいこうぎょうだんち）は、埼玉県比企郡嵐山町にある工業団地である。

## 概要
嵐山町北部の比企北丘陵に埼玉県企業局によって建設された95.9ヘクタールの工業団地で、嵐山小川ICからも近距離という恵まれた環境が特徴。
- 所在地 比企郡嵐山町花見台
- 団地総面積：95.9ha
- 用途地域等：工業専用地域
- 建築基準：建ぺい率/50%、容積率/200%
- 給水：嵐山町上水道から日量2,600m³（団地全体）
- 排水（汚水）：自社処理後、公共下水道へ接続

## 企業
- 武蔵野フーズ
- 化研
- 松屋フーズ
- 河合製薬
- 木徳神糧
- 伊予金属工業所
- 飯島製本
- 産業シーリング
- パスカル工業
- 四国化成工業
- アーテックス
- フリーパネル
- アサヒロジスティクス
- 日信化成
- 秋葉製作所
- 江間忠合板
- 京葉
- 矢頭工業
- 地球科学総合研究所
- 三井住友建設
- ハイポネックスジャパン
- シロックス東京物流
- 埼玉県民共済生協
- 大同精密工業
- TOPPAN
- 昭和インク工業
- 東ポリ
- 武州産業
- サンメーケミカル
- 英泉ケミカル
- 山二ガス
- 國賓社
- 柳澤管楽器
- 生井金属
- ニーニー技研産業
- 埼玉日産自動車
- 教育同人社
- 岩崎印刷
- 伊藤忠フレッシュ
- エコ計画
- 甲斐野テックス
- 協和紙工
- 長沢製作所

## アクセス
- 鉄道 - 東武東上線武蔵嵐山駅北口から約3.5km。路線バス（イーグルバス）も運行されていたが現在は廃止されている。
- 道路 - 関越自動車道嵐山小川ICより約1.1km